# William Hicks
William Hicks, känd som Hicks Pascha, född 1830, död 1883, var en brittisk militär.
Hicks utmärkte sig i det abessinska fälttåget 1867–1868 och nådde 1880 överstes grad. I februari 1883 utnämndes han till egyptisk general och befälhavare för den armé som skulle kväva mahdistupproret i Sudan. Han företog från Khartoum en expedition in mot Sennar och vann den 29 april samma år en seger över 5 000 mahdister vid Jebel Ain. I september tågade han med 10 000 man från Duem vid Vita Nilen tvärs igenom öknen mot El Obeid. Expeditionens huvudstyrka lockades i ett bakhåll vid Kashgil och anfölls den 1 november av en överlägsen här med Muhammed Ahmed al-Mahdi själv i spetsen. Hicks höll ut i tre dagar, men då ammunitionen den fjärde dagen var slut vidtog en massaker, i vilken Hicks själv stupade. Endast eftertruppen undkom.